# Malcolm Browne
Malcolm Wilde Browne (New York, 17 de abril de 1931 - New Hampshire, 27 de agosto de 2012) foi um jornalista e fotógrafo norte-americano.
Vencedor do Prémio Pulitzer, a sua fotografia mais conhecida é a da autoimolação do monge budista Thich Quang Đức, em 1963.

## Carreira

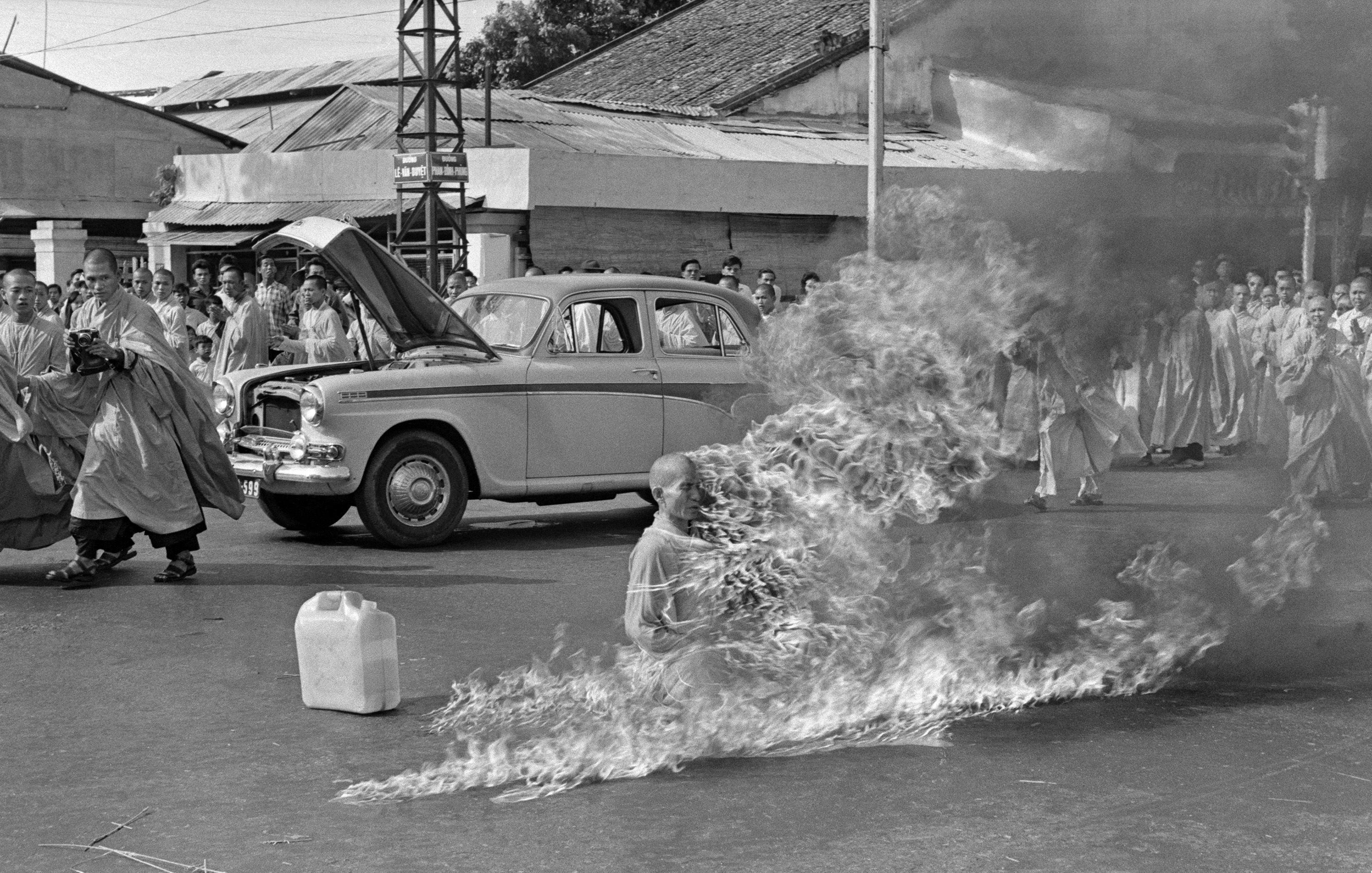
Foto de Browne da autoimolação de Thích Quảng Đức.

A carreira de Browne no jornalismo começou quando ele foi convocado durante a Guerra da Coréia. Ele foi designado para a edição do Pacífico do Stars and Stripes, onde trabalhou por dois anos. Ele trabalhou para o Times Herald-Record de Middletown, e juntou-se à Associated Press (AP). Ele trabalhou em Baltimore de 1959 a 1961, quando foi nomeado correspondente chefe da Indochina. Em 11 de junho de 1963, ele tirou suas famosas fotos da morte de Thích Quảng Đức, um monge budista Mahayana vietnamita que se suicidou com fogo, em um cruzamento de uma estrada movimentada em Saigon, em protesto contra a perseguição aos budistas pelo governo sul-vietnamita liderado por Ngô Đình Diệm. Ele ganhou o Prêmio Pulitzer de Reportagem Internacional e recebeu muitas ofertas de emprego, eventualmente deixando a AP em 1965.
Browne trabalhou para a ABC TV por cerca de um ano, mas ficou insatisfeito com o jornalismo televisivo,  e trabalhou como freelance por vários anos. Ele fez uma bolsa de um ano na Universidade de Columbia com o Conselho de Relações Exteriores. Em 1968, ele ingressou no The New York Times, tornando-se seu correspondente para a América do Sul em 1972. Tendo trabalhado como químico antes de se tornar jornalista, em 1977 Browne tornou-se um escritor de ciência, servindo como editor sênior da Discover. Ele voltou ao Times em 1985 e passou a cobrir a Guerra do Golfo Pérsico em 1991.

## Morte
Browne morreu em Hanover, New Hampshire, em 27 de agosto de 2012, de complicações da doença de Parkinson.  Ele tinha 81 anos.

## Prémios
- World Press Photo de 1993[7]
- Pulitzer

## Obras
- Muddy Boots and Red Socks. Nova Iorque: Random House, 1993. ISBN 0812963520 (autobiografia)[8]
- The New Face of War.  Indianapolis: Bobbs-Merrill, 1965. ISBN 055325894X
- Saigon's Finale (artigo sobre a derrota militar dos EUA no Vietnã)